# Rue Bernier (Joinville-le-Pont)
La rue Bernier est une voie de communication de la ville de Joinville-le-Pont.

## Situation et accès
La rue Bernier est une des voies du quartier des Hauts de Joinville.
Elle est desservie, à l’est, par un bus 112.

## Origine du nom
La rue est baptisée d’après Théodore Bernier (1805-1872), boucher  et propriétaire, conseiller municipal de Saint-Maurice (1859-1869) puis de Joinville-le-Pont (1869-1870).

## Historique
Le nom de la voie est attesté dans l’acte de décès de Théodore Bernier le 21 septembre 1872 établi à la mairie de la commune.

## Bâtiments remarquables et lieux de mémoire
La rue Bernier donne accès (en traversant, à son extrémité, la rue Eugène-Voisin) au collège public d’enseignement général Jean-Charcot, géré par le département du Val-de-Marne, ainsi qu’au marché d’alimentation, situé place du 8-Mai-1945.

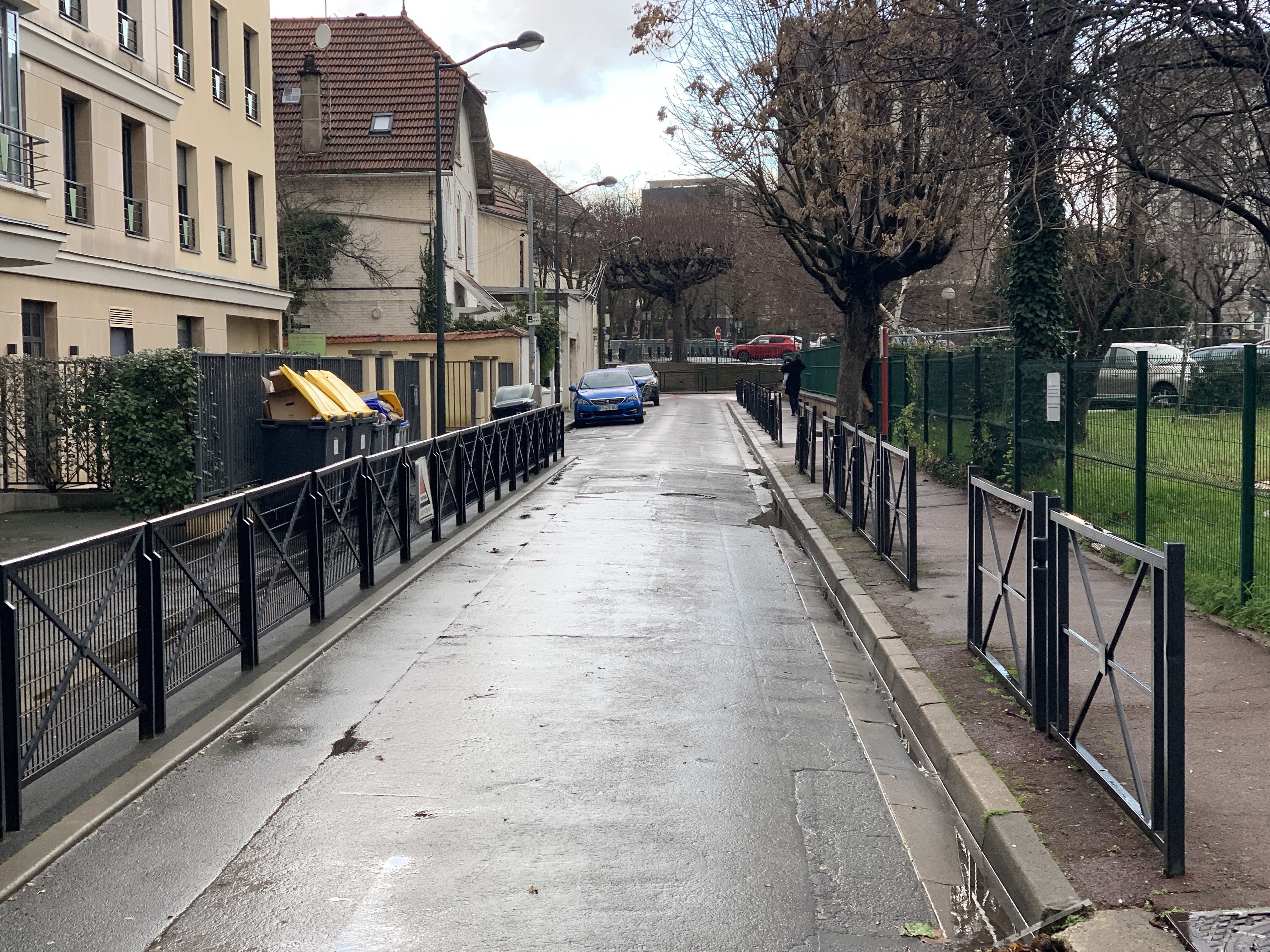
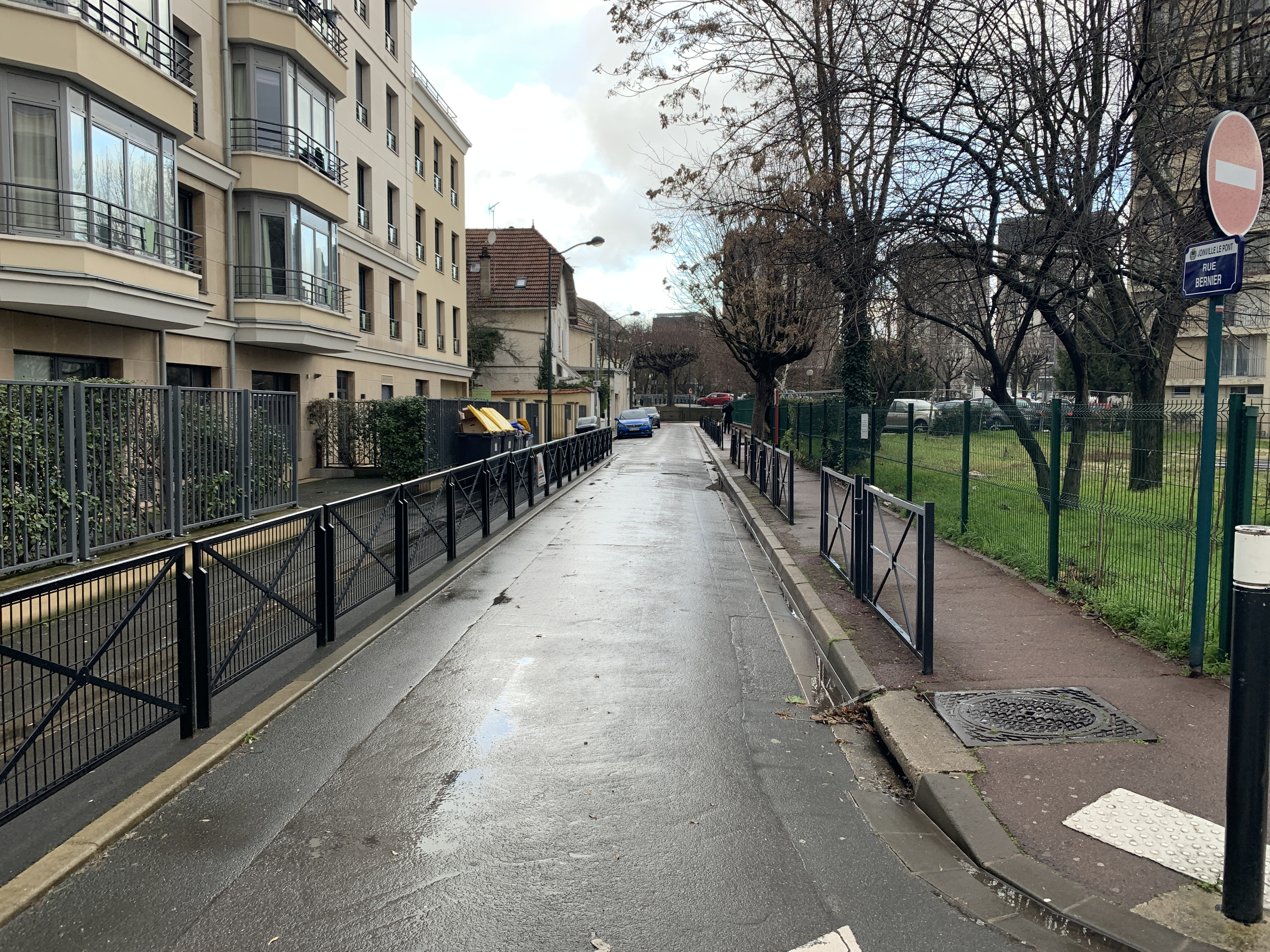
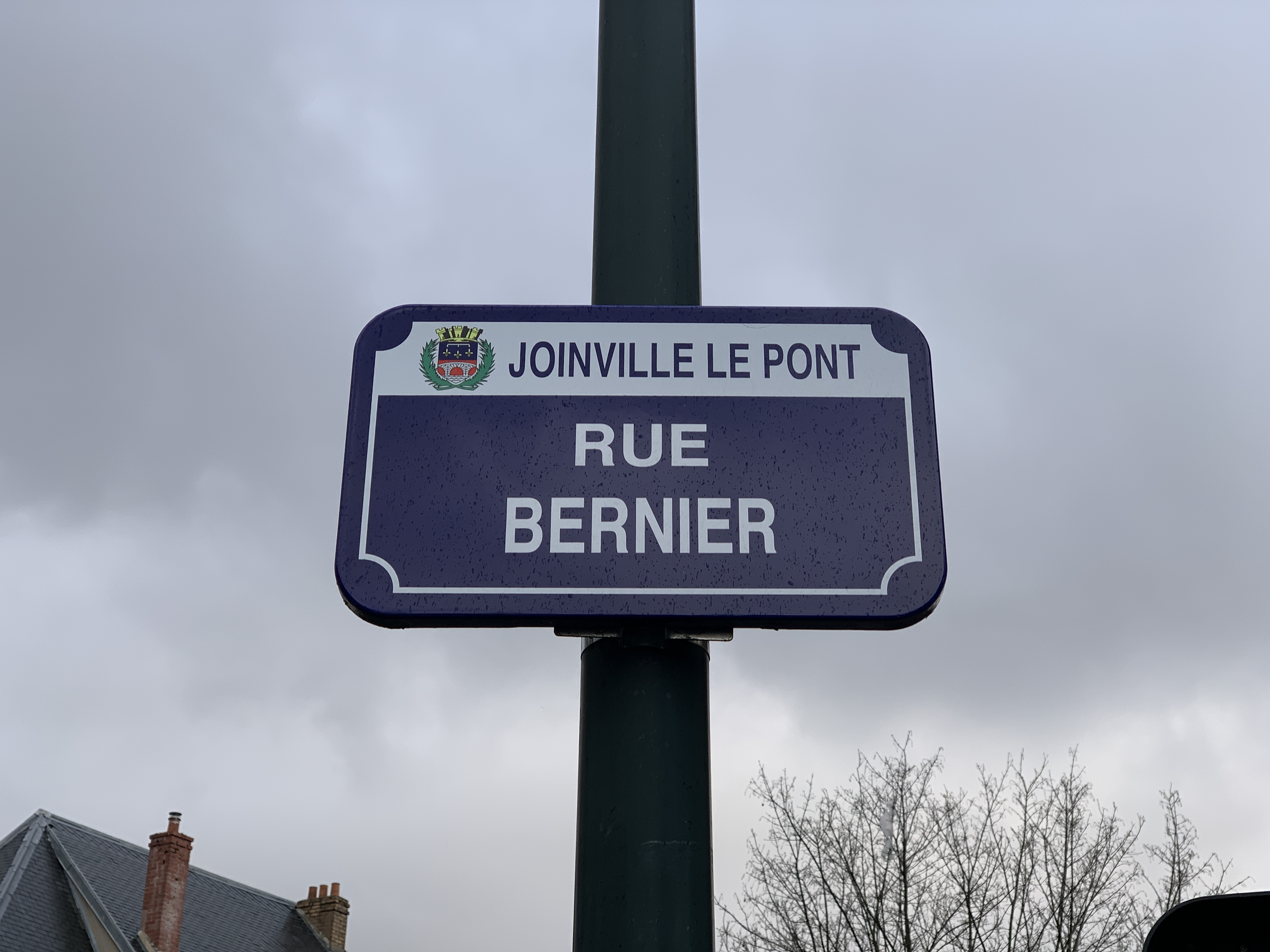